# Cavendishia adenophora
Cavendishia adenophora är en ljungväxtart som beskrevs av Mansfeld. Cavendishia adenophora ingår i släktet Cavendishia och familjen ljungväxter. Inga underarter finns listade i Catalogue of Life.